# محافظة لحج
محافظة لَحْج هي محافظة يمنية تقع إلى الجنوب الشرقي للعاصمة صنعاء وتبعد عن العاصمة بحدود (337) كيلو متر، ويشكل سكان المحافظة ما نسبته 3.7% من إجمالي سكان اليمن تقريباً، ويبلغ عدد مديرتها (15) مديرية، ومدينة الحوطة عاصمة المحافظة، وتقع محافظة لحج على دلتا وادي تبن، وتتميز بالزراعة التي تعد النشاط الرئيسى لسكان المحافظة، إذ تصل المحاصيل التي تنتجها المحافظة إلى نسبة 3.7% من إجمالي الإنتاج الزراعي في الجمهورية، وأهمها الخضروات والأعلاف إلى جانب ممارسة بعض الأنشطة التجارية الأخرى. وتضم أراضي محافظة لَحْج بعض المعادن من أهمها المعادن الطينية المستخدمة في صناعة الإسمنت والطوب الحراري. ويتميز مناخ لَحْج بأنه معتدل في فصل الشتاء وحار في فصل الصيف.

## التسمية
كلمة لحج مشتقة من الفعل «ألحج» وتعني مال فيقال «ألحجنا إلى موضع كذا» أي ملنا ناحية موضع ما وقيل أن اللحج هو طرف الوادي وقال ياقوت الحموي:
| محافظة لحج | لحج مخلاف باليمن | محافظة لحج |

## التاريخ

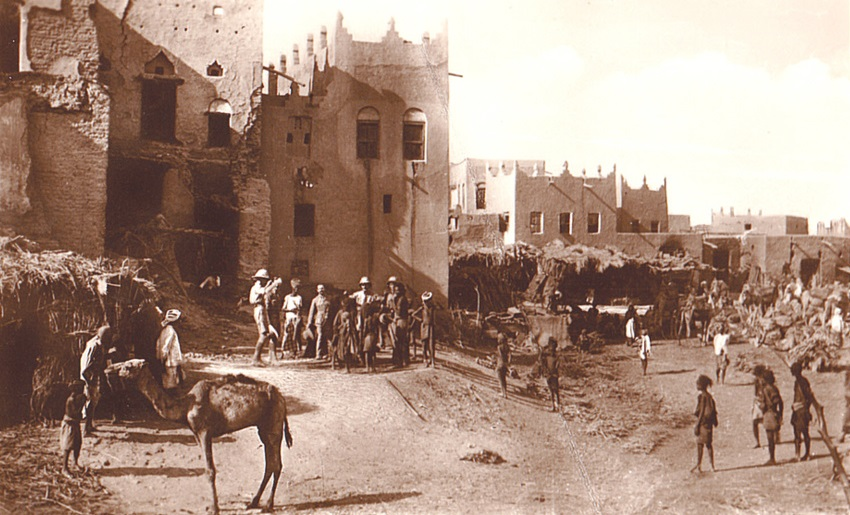
سوق لحج القديمة في حوالي 1910م

### مخلاف لحج

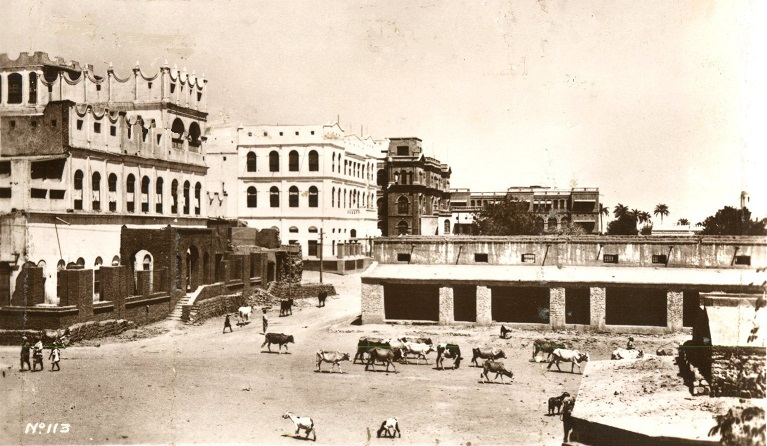
لحج في منتصف 1930م

لَحْج تعتبر بطن من بطون حِمْيَر وإن مخلاف لحج هو مخلاف قديم وما زاد من أهميته هو قربه من البحر ومن مدينة عدن وميناء قنا الذي يتبع حاليا لمحافظة شبوة ولخصوبة أراضيه أصبح مطمع للطامعين ممن حرموا من ميزاتة وإمكانايته فقد أستغلة الإنسان من العصور القديمة بإقامة السدود ومن ثم زراعة البساتين.
لحج هو المخلاف الذي تنتشر قراه ومدينة في وادي تبن أو كما يطلق عليه في هذه المنطقة وادي لحج وقد حدده قديماً لسان اليمن (الهمداني) في كتاب صفة جزيرة العرب إلا أن معظم القرى قد هجرت واندثرت فهجرت معها أسماؤها واندثرت.

### التاريخ الوسيط

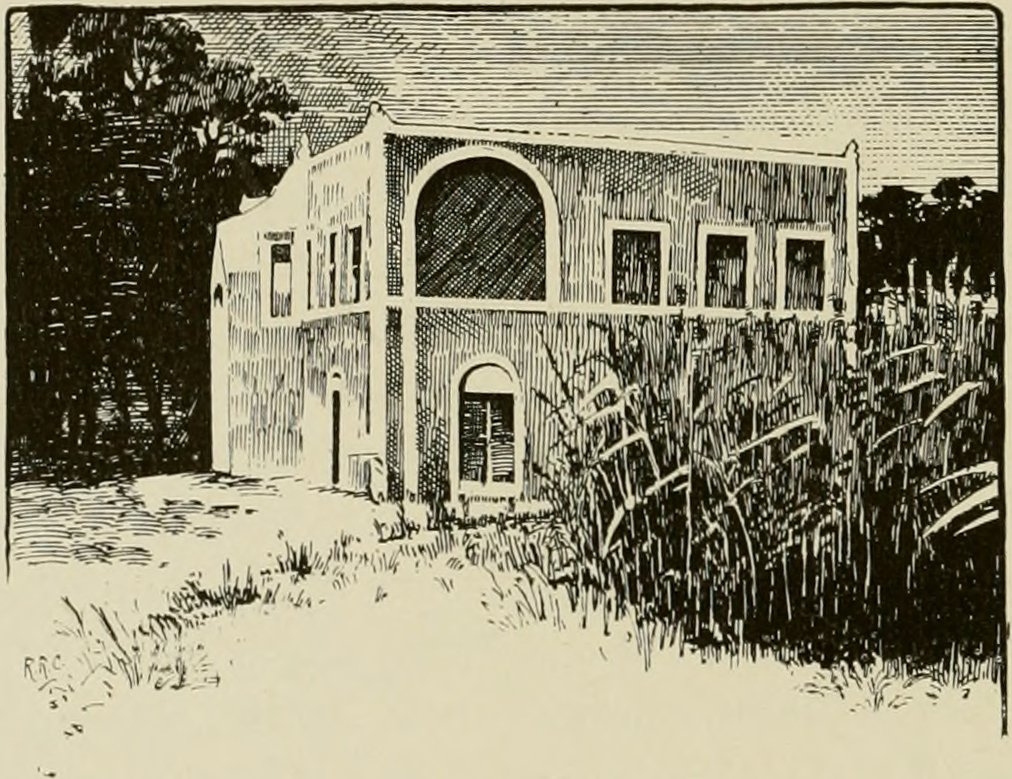
منزل ضيف السلاطين في عام 1898م، في سلطنة لحج

في الفترة الإسلامية المتأخرة شهدت أراضي لَحْج حروب وصراعات طاحنة استمرت حتى ظهور السلطنات فقد قامت على أراضي لحج عدد من السلطنات تقاسمت أراضيها وهي:
- سلطنة لحج وتضم أراضي مخلاف لحج في وادي تُبَن.
- مشيخة الصبيحة وكانت تقوم على أراضي مديرية طور الباحة.
- مشيخة العَقارِب وهي التي كانت أراضيها تقع من غرب عَدَن وحتى أراضي الصَّبَّيْحَة من الغرب ومن الشمال أراضي سلطنة لَحْج.
- سلطنة الحواشب وكان مركزها المُسَيْمِير جنوب الضالع.
- إمارة الضالع وتضم أراضي مديرية الضَّالِع.
- سلطنة يافع العليا وهي التي كانت أراضيها تضم الهضبة الجبلية شرق مديرية الضالع.
- مشيخة العلوي ومشيخة السقلدي ومشيخة الناخبي مشيخة رَدْفان.

في 3 يوليو 1915م وقعت معركة الدكيم في منطقة لحج اليمنية، وانتصرت فيها القوات اليمنية التركية على قوات سلطان لَحْج علي بن أحمد، الموالية للإنجليز، ودخلت لحج، وانسحب منها سلطانها علي بن أحمد العبدلي إلى عدن.

### التاريخ الحديث
وبعد تحرير الشطر الجنوبي سابقاً من الاحتلال البريطاني أصبحت لَحْج إحدى المحافظات الست سابقاً وبعد إعادة توحيد اليمن في 22 مايو 1990م صادرت لَحْج أيضاً إحدى محافظات الجمهورية اليمنية بنفس التقسيم الإداري السابق ومن أواخر 1998م فصلت مديرية الضالع عنها لتكون مع مديريات مديرية قعطبة كانت تتبع محافظة إب، ومديرية الحشاء كانت تتبع محافظة تعز، ومديرية جبن كانت تتبع محافظة البيضاء، ومديرية دمت كانت تتبع محافظة إب، محافظة جديدة حملت اسمها محافظة الضالع.

## الجغرافيا
تقع محافظة لحج في الجنوب الغربي من الجمهورية اليمنية، بين خطي الطول 46ْ-43ْ شرق جرينتش، وبين خطي عرض 14ْ-12ْ شمال خط الاستواء وتبعد عن العاصمة صنعاء مسافة 320 كم وتتصل المحافظة بمحافظات البيضاء والضالع وتعز من الشمال، ومع محافظة عدن وخليج عدن من الجنوب، ومع محافظة أبين من الشرق، ومع محافظة تعز من الغرب.
تبلغ مساحة المحافظة حوالي 12648 كم2 تقع معظم هذه المساحة ضمن مديريات طور الباحة، المضاربة ورأس العارة، تبن في الجزء الجنوبي وتعتبر مديرية المضاربة، ورأس العارة أكبر مديريات المحافظة مساحة 3697 كم2، كما تعد مديرية المفلحي أصغر المديريات من حيث المساحة 150 كم2.

### قرى لحج
أهم القرى هي:
- المجحفة: وتقع إلى الشرق من مدينة الحوطة وتبعد عنها بمسافة خمسة كيلو مترات تقريباً، وهي سكن آل سلاّم الذي ينتمي لهم مؤسس سلطنة لحج الشيخ فضل بن علي السلاّمي، وفيها ولد العديد من أهم شخصيات وأعلام آل سلاّم.
- قرية صبر: تقع قرية صبر شمال مدينة عدن على بعد 20 كيلومتر ويعدّ موقع قرية صبر غنياً بالأثريات أكثر من أي موقع آخر.
- قرية بيت عياض: تقع على الوادي الكبير من وادي لحج جنوب غرب مدينة الحوطة يسكنها آل عياض والمجاورة.
- قرية الهذابي (الزيادي): تقع قرية الزبادي على الفرع الكبير من وادي لحج إلى الشمال الشرقي من مدينة الحوطة.
- قرية المحلة: تقع على الفرع الكبير من وادي لحج جنوب غرب مدينة الحوطة يسكنها أل ثبتان وأل أبي سعد ومنها صرع الشيخ عبد الله بن الحسن
- قرية الوهط: تقع على الوادي الكبير من وادي شمال لحج شمال بير أحمد اشتهرت بكثرة مساجدها الصالحين والعلماء المقبورين فيها ولم يرد ذكرى اسم الوهط مثل القرن التاسع الهجري في المصادر التاريخية.

## المناخ
تختلف درجة الحرارة بحسب تنوع التضاريس وتصل في السهول الساحلية في فصل الصيف إلى (32ْ %) كما هو الحال في المركز الإداري للمحافظة مدينة الحوطة بينما متوسط درجة الحرارة في فصل الشتاء ينخفض إلى (20ْ %)، كما تتساقط الأمطار على السهل الساحلي في فصلي الشتاء والخريف وبكميات قليلة، أمَّا المرتفعات الجبلية فتتساقط الأمطار فيها في فصلي الصيف والربيع وبكميات كبيرة.
| البيانات المناخية لـمحافظة لحج                        | البيانات المناخية لـمحافظة لحج | البيانات المناخية لـمحافظة لحج | البيانات المناخية لـمحافظة لحج | البيانات المناخية لـمحافظة لحج | البيانات المناخية لـمحافظة لحج | البيانات المناخية لـمحافظة لحج | البيانات المناخية لـمحافظة لحج | البيانات المناخية لـمحافظة لحج | البيانات المناخية لـمحافظة لحج | البيانات المناخية لـمحافظة لحج | البيانات المناخية لـمحافظة لحج | البيانات المناخية لـمحافظة لحج | البيانات المناخية لـمحافظة لحج |
| الشهر                                                 | يناير                          | فبراير                         | مارس                           | أبريل                          | مايو                           | يونيو                          | يوليو                          | أغسطس                          | سبتمبر                         | أكتوبر                         | نوفمبر                         | ديسمبر                         | المعدل السنوي                  |
| ----------------------------------------------------- | ------------------------------ | ------------------------------ | ------------------------------ | ------------------------------ | ------------------------------ | ------------------------------ | ------------------------------ | ------------------------------ | ------------------------------ | ------------------------------ | ------------------------------ | ------------------------------ | ------------------------------ |
| متوسط درجة الحرارة الكبرى °م (°ف)                     | 29.0 (84.2)                    | 29.0 (84.2)                    | 31.0 (87.8)                    | 33.0 (91.4)                    | 38.0 (100.4)                   | 38.0 (100.4)                   | 40.0 (104.0)                   | 36.0 (96.8)                    | 37.0 (98.6)                    | 35.0 (95.0)                    | 32.0 (89.6)                    | 30.0 (86.0)                    | 34.0 (93.2)                    |
| متوسط درجة الحرارة الصغرى °م (°ف)                     | 22.0 (71.6)                    | 20.0 (68.0)                    | 19.0 (66.2)                    | 23.0 (73.4)                    | 26.0 (78.8)                    | 28.0 (82.4)                    | 25.0 (77.0)                    | 25.0 (77.0)                    | 27.0 (80.6)                    | 23.0 (73.4)                    | 22.0 (71.6)                    | 21.0 (69.8)                    | 23.4 (74.2)                    |
| المصدر: أرشيف الأحوال الجوية في مطار (عدن) محافظة لحج |                                |                                |                                |                                |                                |                                |                                |                                |                                |                                |                                |                                |                                |

### الأمطار
شهدت بعض مديريات المحافظة شحة في الأمطار في السنوات الماضية وإن هطلت الأمطار على أجزاء منها فإنها محدودة ومتفرقة وبكميات محدودة وعموماً فإن موسم سقوطها في فصل الصيف ونادراً ما تهطل في فصل الشتاء وبكميات قليلة.

## البيئة

### الغطاء النباتي
مما لاشك فيه أن شحة الأمطار وارتفاع درجة الحرارة في بعض مديريات المحافظة بالإضافة إلى التكوين الطبيعي كل تلك العوامل مجتمعة كان لها تأثير سلبي في افتقار معظم سطح المحافظة للغطاء النباتي حيث أن هناك كثيراً من أجزاء السطح تبدو شبه عارية من الأعشاب والنباتات باستثناء وجود بعض الاشجار المعمرة كأشجار السدر، الرض، والسمر التي تكثر فإن قلة أو ندرة الغطاء النباتي في بعض المناطق من أجزاء المحافظة قد أثر سلباً في محدودية الثروة الحيوانية في تلك الأجزاء بالرغم من اتساع مساحتها.

### الحيوانات
توجد العديد من الحيوانات البرية إلا أنها محدودة الأنواع والكميات ويتركز وجودها وتكاثرها على وجه الخصوص في المناطق الجبلية والمرتفعات الخالية من السكان كمديريات القبيطة، المقاطرة حالمين، ردفان، يافع، الحد، المسيمير، المضاربة وراس العارة وكذلك في بعض القيعان والصحاري ومن الحيوانات الموجودة في هذه الأجزاء النمور، الضباع، الثعالب، الأرانب، القرود وكذلك الغزلان لكن بشكل محدود جداً.

## التضاريس
تنقسم المحافظة من حيث السطح إلى أربعة أنواع رئيسة هي:

### المرتفعات الجبلية
تتركز معظم المرتفعات الجبلية في الأجزاء الشمالية الشرقية والغربية والشمالية الغربية ومن أهم هذه المرتفعات هي:
- في مديرية يافع هناك العديد من المرتفعات والجبال منها جبل ثمر في لبعوس وجبل العر في مرفد وجبل اليزيدي وجبل شوعره في ال منصور وجبل قرن حدان في ال عمر
- جبل الشراء ويعد أهم مرتفع في مديري المفلحي.
- جبال وادي حمر (2890)مترا في مديرية الحد.
- جبال وادي وطن محمد الواقعة في مديرية يهر.
- جبل بيادر، جبل الوشير، جبل الدامي، جبل عقيب بالإضافة إلى حيد ردفان وتقع جميعها في مديرية الملاح.
- جبال الداعري وهي سلسلة جبلية وتقع في مديرية ردفان.
- جبال حالمين في مديرية حالمين.
- جبل خرز الواقع في إطار مديرية المضاربة ورأس العارة.

وفي مديرية المسيمير هناك سلسلة جبلية متصلة بجبال ردفان جنوباً ومنها جبل مناعة وجبل الفرش وجبال كسبان وتقع في الحدود بين مديرية المسيمير ومديرية الملاح، كذلك جبل الفقير الذي يتصل بجبال عمعمة الواقعة في مديرية ماوية محافظة تعز وجبل قرين الواقع شمال غرب مديرية المسيمر ويعدّ الحد مع مديرية ماوية أيضا، جبل الساجح وهو حد بين مديرية المسييمر ومديرية الأزارق – محافظة الضالع.
ويشكل الجزء الشمالي لمديرية طور الباحة جزءاً من السلسلة الجبلية الواقعة شرق مديرية القبيطة.
وتعتبر عزلتي اليوسفين والفبيطة مديرية القبيطة – جبليتين وأهم الجبال فيهما، جبال قلة، جبل جالس، جبل النبي شعيب، جبل الخضر وإلياس، جبل كوكب. جبل الكرب، كذلك جبل الجاح ويعد أعلى مرتفع ويقع بين مديريتي القبيطة وحيفان.
وتقع مديرية المقاطرة على سطح جبلي شديد الوعورة وفيه تقع قلعة المقاطرة وتعد من أعلى المرتفعات في المديرية إلى جانب جبل منيف، جبل المصنعة، جبل الحنو، وهناك العديد من المرتفعات الأخرى.

### المناطق السهلية
المناطق السهلية والمنبسطة تشمل مديرية تبن والمناطق المحيطة بها. كما أنها تمتد باتجاه الشمال حتى قرب الحدود الجنوبية لمديرية ردفان ومن جهة الشرق حتى حدود المحافظة مع محافظة أبين ومن جهة الغرب وجنوب غرب المديرية حتى الحدود الشرقية لمديرية طور الباحة وجنوبا إلى مزارع جعولة وحدود المحافظة، ساعد ذلك في وجود العديد من المزارع والبساتين التي تنتج أنواعا مختلفة من الفواكة والخضروات وبعض المحاصيل النقدية.

### المناطق الصحراوية
أما المناطق الصحراوية فإنها تتركز في الجزء الجنوبي للمحافظة وتحديداً الأجزاء الغربية والشرقية والجنوبية من مديرية المضاربة ورأس العارة وتحديداً في مركز رأس العارة والأجزاء الشرقية والجنوبية لمديرية طور الباحة وهي عبارة عن قبعان واسعة أهمها القاع الواقع شرق مديرية طور الباحة المعروف ب (خبت الرجاع) وفي الجهة الشمالية الشرقية من مديرية تبن باتجاه الحدود مع محافظة أبين وهو عبارة عن صحراء واسعة أيضاً. علماً بأن هذه الأجزاء بالرغم من كونها صحراوية إلا أنها لا تخلو من التجمعات السكانية كما أن أجزاء كبيرة منها تعد أراض صالحة للزراعة بل أن هناك أراضي مزروعة وفي مواقع مختلفة من هذه الأجزاء.

### الأودية
هناك عدد من الأودية سواء المائية منها أو الجافة والمنتشرة في عموم مديريات المحافظة:
الأودية المائية:
وادي تبن أهم الأودية المائية، وادي ذر، وادي وزران
الأودية الجافة:
وادي تبن، وادي الحويمي، وادي القيفي، وادي عابرين، وادي حدابه، الوادي الكبير، وادي شعب، وادي تقار، وادي بطان، وادي معادن، وادي أديم، وادي معبق، وادي حطيب وذي حشب، وادي مقاضي، وادي بنا، وادي الملاح

### المناطق الساحلية
هنالك جزء ساحلي للمحافظة والمتمثل بالشريط الساحلي الواقع جنوب مديريتي طور الباحة والمضاربة ورأس العارة. حيث يعدّ الجزء الجنوبي لمركز رأس العارة شريطاً ساحلياً ابتدء من طرفه الشرقي حتى الطرف الغربي منه الواقع بالقرب من باب المندب. وبه تقع العديد من المنشآت السمكية والمصائد والمناطق السياحية.

## التقسيم الإداري والسكان
يبلغ عدد سكان محافظة لحج وفقاً لنتائج التعداد العام للسكان والمساكن والمنشآت لعام (2004م) (727694) نسمة وينمو السكان سنويا بمعدل (2.63%).
| م  | المديرية                | المساحة (كم2) | عدد السكان |
| -- | ----------------------- | ------------- | ---------- |
| 1  | مديرية الحد             | 263.00        | 53159      |
| 2  | مديرية الحوطة           | 1848.50       | 25881      |
| 3  | مديرية القبيطة          | 1024.00       | 94516      |
| 4  | مديرية المسيمير         | 533.00        | 26558      |
| 5  | مديرية المضاربة والعارة | 1848.50       | 45808      |
| 6  | مديرية المفلحي          | 150.00        | 38524      |
| 7  | مديرية المقاطرة         | 476.00        | 54613      |
| 8  | مديرية الملاح           | 1402.00       | 27636      |
| 9  | مديرية تبن              | 1528.00       | 83444      |
| 10 | مديرية حالمين           | 279.00        | 27871      |
| 11 | مديرية حبيل جبر         | 647.00        | 41474      |
| 12 | مديرية ردفان            | 615.00        | 43570      |
| 13 | مديرية طور الباحة       | 1.883.00      | 47426      |
| 14 | مديرية يافع             | 295.00        | 75014      |
| 15 | مديرية يهر              | 244.00        | 37148      |
|    | أخرى                    | -             | 52         |
|    | الإجمالي                | 13.066        | 722694     |

## الاقتصاد
النشاط الاقتصادي لمحافظة لحج:

### النشاط الزراعي
تعتبر الزراعة النشاط الرئيسي لمعظم سكان المحافظة والتي تتركز فيها المساحات الزراعية المنبسطة وعلى جوانب الأودية والمدرجات الجبلية حيث تحتل المرتبة الرابعة عشر من بين المحافظات في إنتاج المحاصيل الزراعية وتبلغ مساحتها المحصولية 32168 هكتار أي بنسبة %2.5 من إجمالي المساحة المحصولية للمحافظات وبلغت كمية إنتاج المحاصيل الزراعية 194290 طن أي بنسبة %3.7 من إجمالي إنتاج المحافظات بحسب بيانات عام 2009م.
ومن أهم المحاصيل الزراعية في المحافظة ما يلي: الحبوب والفواكه والحمضيات والخضروات والبقوليات والمحاصيل النقدية والأعلاف.

### الإنتاج الحيواني
يعدّ الرعي وتربية الحيوانات أحد أهم أنشطة السكان في معظم مديريات المحافظة إلا أن هذا النشاط يتأثر بمدى توفر الغطاء النباتي، وكما سبق الذكر بأن الغطاء النباتي في المحافظة محدود، ومع ذلك لا تخلو أي مديرية من هذا النشاط إلا أنه يتفاوت من مديرية إلى أخرى حيث تحتل المحافظة المرتبة الخامسة عشر وبنسبة 3.4% من بين المحافظات في إنتاج الحيوانات.

### تربية النحل
تربى النحل في بعض المديريات إلا أنها محدودة ففي مديرية المسيمير ومركز كرش مديرية القبيطة- توجد عدد كبير من المناحل حيث تحتل المرتبة السادسة من بين المحافظات في عدد خلايا النحل وبنسبة 6.2% إلا أنها غير ثابتة لأن معظم مالكيها من محافظات أخرى وبذلك فإن الكثير من هذه المناحل يتم نقلها إلى مواقع أخرى قد تتجاوز محافظة لحج بحثاً عن المراعي والأعشاب كما توحد المناحل في بعض الأجزاء من مديريات الملاح، القبيطة، المقاطرة، طور الباحة، إلا أن إنتاج العسل من هذه المناحل محدود ويتم استهلاك معظمه محليا وتحتل المرتبة الخامسة من بين المحافظات في إنتاج العسل بنسبة 4.9%.

### الصيد البحري
ينحصر نشاط الصيد البحري في مديرية المضاربة ورأس العارة وتحديداً في مركز رأس العارة باعتباره يطل من جهة الجنوب على جزء من خليج عدن، بالإضافة إلى الجزء الجنوبي من مديرية طور الباحة. حيث يعمل معظم السكان في هذه المناطق في مجال الصيد البحري. كما أنه يعدّ النشاط الرئيسي للسكان في هذه المنطقة.

### تربية الطيور والدواجن
تربى الدواجن في جميع مديريات المحافظة للاستهلاك الذاتي. وفي مديرية تبن تنتشر تربية الحجل وتوصف بعض المناطق الجرع خصوصاً في التجمعات القريبة من الوديان.
من جانب آخر تنتشر في معظم مديريات المحافظة أنواع مختلفة من الطيور أهمها الحمام البري، العقاب، البوم، الصقور.

### الصناعة
توجد في محافظة لحج عدد من الصناعات الحرفية والمشغولات اليدوية مثل صناعة المنسوجات بطريقة المنول، وصناعه الأواني الخزفية بمختلف أنواعها، بالإضافة إلى صناعة الآلات والمعدات الزراعية التقليدية، وصناعة الحصير بمختلف أنواعه، وأنواع من الحلويات حيث تعتبر الحلوى اللحجية من أشهر الحلويات اليمنية، ومن المشغولات اليدوية الأحزمة، وصناعة قوارب صيد الأسماك التي تشتهر بها المناطق المختلفة في مديرية المضاربة.

## الثقافة

### الصناعات التقليدية الحرفية اليدوية
توجد في محافظة لحج عدد من الصناعات الحرفية والمشغولات اليدوية مثل صناعة المنسوجات بطريقة المنوال وصناعة الأواني الخزفية لمختلف أنواعها وأنواع من الحلويات حيث تعتبر الحلوى اللحجية من أشهر الحلويات اليمنية ومن المشغولات.

### حصون لحج
- العند التي كانت تقيم قيد رتبة من طرف سلطان لحج وهي القوة العسكرية التي تسمى في لحج رتبة، ومنها ترتب وهي الحراسة والجاهزية لصد أي عدوان مباغت.
- حصن الحرقان ويسكنه آل كديم وكانت توجد فيه رتب السلطان.
- حصن منيف كان للفسانين – الدولة الرسولية– وكانت من قبلهم لبني زريع على حد قول المؤرخ أحمد فضل القمندان من كتاب هدية الزمن، ولكنه لم يحدد موقعه، وفي موضع آخر من الكتاب الربط وذلك الحصن بالرعارع فيحتمل أن يكون في مدينة الرعارع أو في الجبال شمال مدينة الرعارع.

## المناطق السياحية والأثرية
بلغ عدد المواقع الأثرية التي تم تحديد مواقعها في محافظة لحج (35) موقعاً أثرياً منها (16) موقعاً في مديريتي الحد والمفلحي. كذلك هناك أربعة مواقع في مديرية الملاح ومثلها في مديرية تبن وثلاثة مواقع في مديرية طور الباحة وموقعان في مديرية المضاربة ورأس الغارة. وهناك ثلاثة مواقع تتوزع في مديريات المقاطرة، القبيطة، حبيل جبر. وجميعها عبارة عن بقايا لمباني وحصون قديمة ونقوش بالخط المسند ومعظمها تعود إلى عهد الحضارة اليمنية القديمة. كما بعض الآثار منها لا تزال قائمة وواضحة المعالم أهمها قلعة المقاطرة الشهيرة والتي لا تزال أسوارها قائمة حتى اليوم. وحصن الهجر الواقع في عزلة الهجر هدلان مديرية القبيطة.

### المزارات
تنتشر في المحافظة العديد من المزارات وتتركز في مديرية القبيطة حيث بلغ عدد المزارات فيها (46) مزارا منها (38) مزاراً في مركز كرش فقط والباقي تتوزع في بقية عزل المديرية أهمها مزار لشيخ عبد القادر الأهدل الواقع في عزلة الهجر/هدلان، مزار الخضر وإلياس الواقع على قمة جبل إلياس عزلة القبيطة. كذلك هناك تسعة مزارات في مديرية تبن وسبعة مزارات في مديرية المضاربة ورأس العارة. وستة مزارات في مديرية طور الباحة بالإضافة إلى مزار واحد في مديرية المسيمير.

#### الحمامات الطبيعية
يوجد عدد من الحمامات الطبيعية في بعض مديريات المحافظة منها حمام الحويمي في مديرية القبيطة، مركز كرش وحمام شرعة، حمام محجير في مديرية حالمين وحمام ضرعة بناء، حمام الهجيرة في مديرية ردفان.

### الأسواق الشعبية الأسبوعية
تنتشر في مديريات محافظة لحج أسواق شعبية عديدة تقام في أيام محددة من الأسبوع أهمها:
- سوق مدينة الحوطة في مديرية تبن يقام كل يومي الاثنين والخميس من كل أسبوع.
- سوق السبت في مديرية طور الباحة يقام كل يوم السبت من كل أسبوع.
- سوق السلام في لبعوس بمديرية يافع يقام كل يوم الخميس من كل أسبوع.
- سوق الحبيلين في مديرية ردفان يقام كل يومي الأحد والأربعاء من كل أسبوع.
- سوق يهر في مديرية يافع يقام يوم الثلاثاء من كل أسبوع.
- سوق المفلحي في مديرية يافع يوم الأربعاء من كل أسبوع.
- سوق كرش في مديرية القبيطة يقام يوم الخميس من كل أسبوع.
- سوق المضاربة في مديرية المضاربة يقام يوم الأحد من كل أسبوع
- سوق منطقة ام شط يوم الأربعاء من كل أسبوع (سوق حيوانات ومنتجات محلية واستهلاكية)
- سوق منطقة هويرب يوم الجمعة من كل أسبوع (سوق حيوانات ومنتجات محلية واستهلاكية)

### المتاحف
متحف الحوطة بمحافظة لحج، افتتح في 1984م وفي أحد قصور سلاطين لحج، وهو متحف صغير للآثار القديمة والإسلامية إلى جانب العادات والتقاليد، والأسلحة التقليدية.

### المساجد
1. مسجد وضريح الشيخ الصالح عبد الله بن علي بن حسين بن علي قام هذا الشيخ الصالح ببناء المسجد أثناء حياته وتوفي عام (1037 هـ) كما يفيد البعض الكتاب المدون على ضريحه المقام داخل المسجد.
2. مسجد وضريح الشيخ عمر علي بن أبي بكر السكران بن عبد الرحمن السقاف وقد توفي عام 899.
3. مسجد الشيخ علي بن زين والذي يقع في رصد.
4. مسجد الشيخ أحمد يحيى ميدار.
5. مسجد الشيخ الحبيشي بني عام 1935م على وتقام لزيارة حولين في 14 جمادى الأول.
6. مسجد بن يزيد في مديرية ردفان (الحبيلين).
7. مسجد وضريح الشيخ عبد القادر الأهدل في قرية الشعيب عزلة الهجر هدلان.
8. مسجد أبو الاسرار بمنطقة تربة أبو الاسرار حيث يوجد نقش على باب قبره لنسبه المتصل بعلي بن أبي طالب .